# Cheng (Familienname)
Cheng ist ein chinesischer Familienname.

## Herrscher
- Cheng (Zhou-König) († 1006 v. Chr.), König der chinesischen Zhou-Dynastie
- Cheng Tang, chinesischer König
- Jin Cheng († 342), Kaiser der Östlichen Jin-Dynastie (265–420)

## Namensträger
- Cheng Bugao (1893/1906–1966), chinesischer Regisseur
- Cheng Chao-tsun (* 1993), taiwanischer Speerwerfer
- Cheng Chi-ya (* 1992), taiwanische Badmintonspielerin
- Cheng Ching-Yung (* 1918), chinesischer Botaniker
- Cheng Chong (* 1992), chinesische Leichtathletin
- Cheng Congfu (* 1984), chinesischer Rennfahrer
- Cheng Dawei (1533–1606), chinesischer Mathematiker
- Cheng Enfu (* 1950), chinesischer Wirtschaftswissenschaftler
- Cheng Fangming (* 1994), chinesischer Biathlet
- Cheng Fei (* 1988), chinesische Turnerin
- Cheng Guy, chinesischer Tennisspieler
- Cheng Hao (Philosoph) (1032–1085), chinesischer Philosoph und Politiker
- Cheng Hao (Fußballspieler) (* 1997), taiwanischer Fußballspieler
- Cheng Hao (Rennfahrer), chinesischer Motorradrennfahrer
- Cheng Heng Koon (* 1974), malaysischer Tennisspieler
- Cheng Hon Kwan (* 1927), chinesischer Bauingenieur
- Cheng Hsiao-yun (* 1983), taiwanische Badmintonspielerin
- Cheng Hsien-tzu (* 1993), taiwanische Tischtennisspielerin
- Cheng I-ching (* 1992), taiwanische Tischtennisspielerin
- Cheng Jiao (* 1977), chinesische Badmintonspielerin
- Cheng Jiaxin (* 1974), chinesische Cellistin
- Cheng Jingbo (* 1983), chinesische Schriftstellerin
- Cheng Jingye (* 1959), chinesischer Diplomat
- Cheng Kaijia (1918–2018), chinesischer Physiker und Ingenieur
- Cheng Li (* 1948), taiwanesische Schauspielerin
- Cheng Li-wun (* 1969), taiwanische Politikerin
- Cheng Ming (* 1986), chinesische Bogenschützin
- Cheng Mien (1899–1987), chinesischer Botaniker
- Cheng Nan-jung (1947–1989), taiwanischer Verleger und Bürgerrechtler
- Cheng Nga-Ching (* 2000), Squashspielerin aus Hongkong
- Cheng Pei-pei (1946–2024), chinesische Schauspielerin
- Cheng Po-yu (* 1997), taiwanischer Sprinter
- Cheng Pu, chinesischer General
- Cheng Rui (* 1979), chinesischer Badmintonspieler
- Cheng Shao-chieh (* 1986), taiwanische Badmintonspielerin
- Cheng Shifa (1921–2007), chinesischer Künstler
- Cheng Shu (* 1987), chinesische Badmintonspielerin
- Cheng Shuang (* 1987), chinesische Freestyle-Skierin
- Cheng Siwei (1935–2015), chinesischer Politiker
- Cheng Taining (* 1935), chinesischer Architekt
- Cheng Tianfang (1899–1967), chinesischer Politiker und Diplomat
- Cheng Tien-hsi (1884–1970), chinesischer Jurist, Politiker und Diplomat
- Cheng Wan-Chun (1903?–1983?), chinesischer Botaniker
- Cheng Wei Jen (* 1980), taiwanischer Tennisspieler
- Cheng Wen (* 1992), chinesischer Hürdenläufer
- Cheng Wen-hsing (* 1982), taiwanische Badmintonspielerin
- Cheng Wing Kwong (1903–1967), chinesischer Taijiquan-Meister
- Cheng Xiaolei (* 1981), chinesische Shorttrackerin
- Cheng Xiaoni (* 1983), chinesische Biathletin und Skilangläuferin
- Cheng Xing (* 2002), chinesischer Badmintonspieler
- Cheng Xuanying, daoistischer Mönch
- Cheng Yen (* 1937), taiwanische Buddhistin
- Cheng Yi (General) († 211), chinesischer General
- Cheng Yi (Kanzler) († 819), chinesischer Kanzler
- Cheng Yi (Philosoph) (1033–1107), chinesischer Philosoph und Beamter
- Cheng Yin Sat (* 1968), Badmintonspielerin aus Hongkong
- Cheng Yonghua (* 1954), chinesischer Diplomat
- Cheng Yu-hsuan, taiwanischer Poolbillardspieler
- Cheng Yu-tung (1925–2016), chinesischer Unternehmer

- Anne Cheng (* 1955), französische Sinologin und Hochschullehrerin
- Chi Cheng (Leichtathletin) (* 1944), taiwanische Leichtathletin
- Chi Cheng (Musiker) (1970–2013), US-amerikanischer Musiker
- Chung Pan Cheng (Justin Cheng; * 1998), hongkong-chinesischer Eishockeyspieler
- David Cheng (* 1989), US-amerikanisch-hongkong-chinesischer Automobilrennfahrer
- Ekin Cheng (* 1967), chinesischer Schauspieler
- Eugenia Cheng, britische Mathematikerin und Pianistin
- François Cheng (* 1929), französischer Schriftsteller
- Fred Cheng (* 1983), chinesischer Sänger und Schauspieler
- Joseph Cheng Tien-Siang (1922–1990), chinesischer Geistlicher, Bischof von Kaohsiung
- Joseph Cheng Tsai-fa (1932–2022), chinesischer Geistlicher, Erzbischof von Taipeh
- Kelly Cheng (* 1995), US-amerikanische Beachvolleyballspielerin
- Kenneth Cheng (* 1988), chinesischer Springreiter
- Kent Cheng (* 1951), chinesischer Schauspieler
- Kevin Cheng (* 1969), chinesisch-amerikanischer Schauspieler und Sänger
- Lee Shin Cheng (1939–2019), malaysischer Unternehmer
- Lisa Cheng (Sprachwissenschaftlerin) (* 1962), Sprachwissenschaftlerin
- Lisa Cheng (Kletterin), Kletterin
- Nien Cheng (1915–2009), chinesisch-US-amerikanische Autorin
- Paul Ch’eng Shih-kuang (1915–2012), taiwanischer Geistlicher, Bischof von Tainan
- Puay Koon Cheng (* 1973), singapurische Illustratorin
- Quentin Cheng (* 1999), malaysischer Fußballspieler
- Rosie Cheng (* 1998), neuseeländische Tennisspielerin
- Shiu-Yuen Cheng, chinesischer Mathematiker
- Stephanie Cheng (* 1989), neuseeländische Badmintonspielerin
- Victoria Cheng (* 1993), neuseeländische Badmintonspielerin
- Wen Cheng (Kaiser) (440–465), chinesischer Kaiser der Nördlichen Wei-Dynastie
- Wen Cheng (Prinzessin), chinesische Prinzessin der Tang-Dynastie
- Xue-Min Cheng, chinesische Medizinchemikerin, Autorin und Pharmamanagerin